# لیگ دسته دوم فوتبال اسکاتلند
 لیگ دسته دوم فوتبال اسکاتلند  (به انگلیسی: Scottish Football League Second Division) سومین لیگ معتبر فوتبال در کشور اسکاتلند بود که از ۱۸۹۳ تا ۲۰۱۳ در این کشور برگزار می‌شد. این لیگ از ۱۰ تیم که از سراسر اسکاتلند در آن شرکت می‌کنند برگزار می‌شد.
تیم‌های صعودکننده این لیگ به لیگ دسته اول فوتبال اسکاتلند و تیم‌های سقوط‌کننده به لیگ دسته سوم فوتبال اسکاتلند تنزل میافتند.